# Mikuláš Šutka
Mikuláš Šutka (* 14. října 1943) je český podnikatel, bývalý československý politik Komunistické strany Československa a poslanec Sněmovny národů Federálního shromáždění za normalizace.

## Biografie
K roku 1986 se profesně uvádí jako ředitel Cestovní kanceláře mládeže SSM.
Ve volbách roku 1986 zasedl za KSČ do české části Sněmovny národů (volební obvod č. 2 - Praha 4-sever). Po lednových událostech roku 1989 byl jedním z iniciátorů zákonného opatření k zostření tzv. Obuškového zákona.  Ve Federálním shromáždění setrval do ledna 1990, kdy ztratil mandát v rámci procesu kooptací do Federálního shromáždění po sametové revoluci.
Po sametové revoluci se věnoval podnikání. Uvádí se jako osoba spojená s firmami SUZOP a CCL TOUR AND TRADE.